# Episodi di ParangNormal Activity (prima stagione)
La prima stagione della serie televisiva filippina #ParangNormal Activity, composta da 13 episodi, è stata trasmessa da TV5 dall'11 luglio al 3 ottobre 2015.
In Italia la serie è inedita.
| nº | Titolo originale             | Titolo italiano | Prima TV USA      | Prima TV Italia |
| -- | ---------------------------- | --------------- | ----------------- | --------------- |
| 1  | Yung ghost in a selfie       |                 | 11 luglio 2015    |                 |
| 2  | Yung may manananggurl        |                 | 18 luglio 2015    |                 |
| 3  | Yung may (ouija) board exams |                 | 25 luglio 2015    |                 |
| 4  | Yung may ghost na chubby     |                 | 1 agosto 2015     |                 |
| 5  | Yung may ghost na extra      |                 | 8 agosto 2015     |                 |
| 6  | Yung may sinapian            |                 | 15 agosto 2015    |                 |
| 7  | Baguio Trip                  |                 | 22 agosto 2015    |                 |
| 8  | Love and Zombies             |                 | 29 agosto 2015    |                 |
| 9  | Date with Charlie            |                 | 5 settembre 2015  |                 |
| 10 | Haunted Pool                 |                 | 12 settembre 2015 |                 |
| 11 | Awooo                        |                 | 19 settembre 2015 |                 |
| 12 | Lolo Boys                    |                 | 26 settembre 2015 |                 |
| 13 | Haunted Video                |                 | 3 ottobre 2015    |                 |